# دنیس داتون
دنیس داتون (انگلیسی: Denis Dutton; ۹ فوریهٔ ۱۹۴۴ – ۲۸ دسامبر ۲۰۱۰) فرهنگستان، اهل ایالات متحده آمریکا فیلسوف هنر، کارآفرین وب و فعال رسانه ای آمریکایی بود. او همچنین استاد فلسفه در دانشگاه کنتربری در کرایست‌چرچ، نیوزیلند بود.